# Ямайская совка
Ямайская совка (лат. Asio grammicus) — вид птиц семейства совиных. Подвидов не выделяют.

## Описание
Эти совы достигают длины в 28—35 см, имеют рыжеватое оперение и желтовато-серый клюв. Рацион состоит из мелких млекопитающих, ящериц, лягушек и крупных насекомых. О биологии размножения известно немного. Гнездятся в дуплах деревьев, где откладывают два яйца. Обитают исключительно на острове Ямайка. Несмотря на небольшой ареал, популяции этих птиц, в данный момент ничто не угрожает.